# Siphocampylus lindleyi
Siphocampylus lindleyi är en klockväxtart som beskrevs av Lem.. Siphocampylus lindleyi ingår i släktet Siphocampylus och familjen klockväxter.
Artens utbredningsområde är Colombia. Inga underarter finns listade i Catalogue of Life.